# 大沙尔蒙
大沙尔蒙（法語：Grand-Charmont，法語發音：[ɡʁɑ̃ ʃaʁmɔ̃]）是法国杜省的一个市镇，位于该省东北部，与旧沙尔蒙相邻，属于蒙贝利亚尔区。

## 地理
大沙尔蒙（47°31'38"N, 6°49'25"E）面积4.56 平方千米，位于法国勃艮第-弗朗什-孔泰大區杜省，该省份为法国东部内陆省份，北起上索恩省，西接汝拉省，东部及东南部与瑞士接壤，东北部与贝尔福地区省接壤。
与大沙尔蒙接壤的市镇（或旧市镇、城区）包括：沙特努瓦莱福日、索绍、蒙贝利亚尔、诺迈、旧沙尔蒙。

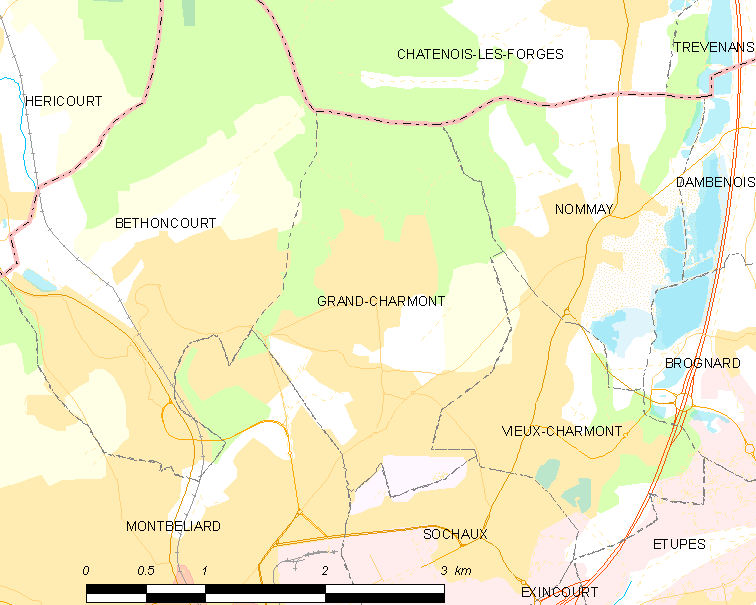
大沙尔蒙的OSM定位图

大沙尔蒙的时区为UTC+01:00、UTC+02:00（夏令时）。

## 行政
大沙尔蒙的邮政编码为25200，INSEE市镇编码为25284。

## 政治
大沙尔蒙所属的省级选区为伯通库尔县。

## 人口

1962-2008年间大沙尔蒙人口变化图示

大沙尔蒙于2022年1月1日时的人口数量为5865人。